# جودیت کر
جودیت کِر ((به انگلیسی: Judith Kerr)؛ زادهٔ ۱۴ ژوئن ۱۹۲۳ – درگذشته ۱۴ مهٔ ۲۰۱۹) نویسنده و تصویرساز سرشناس ادبیات داستانی کودک و نوجوان به زبان‌های آلمانی و انگلیسی بود.

## زندگی
وی از پدر و مادری یهودی در آلمان زاده شد. پدرش «آلفرد کر» نویسنده برجسته‌ای بود که به شدت با حزب ناسیونال‌سوسیالیست کارگران آلمان (حزب نازی) آلمان، حتی پیش از آن که به قدرت برسند مخالف بود و در مقاله‌هایش آن‌ها را سخت مورد انتقاد قرار می‌داد و زمانی که آدولف هیتلر سر کار آمد، ناچار با خانواده‌اش از آلمان نازی فرار کرد.
در ۱۹۳۶ (میلادی) از پاریس به لندن رفت و زبان انگلیسی را در آن شهر آموخت. او از ۱۹۶۲ (میلادی) تا هنگام مرگ در خانه‌ای در محله بارنز لندن زندگی کرد.

## آثار
وی در طول پنجاه سال، نزدیک به سی جلد کتاب برای کودکان نوشته و تصویرسازی کرده‌است. این کتاب‌ها به زبان‌های بسیاری برگردان شده‌اند. شناخته‌شده‌ترین اثر او «ببری که برای عصرانه آمد» در ۱۹۶۸ (میلادی) منتشر شد و از آن زمان تا کنون بارها چاپ شده‌است. او در آغاز، شخصیت ببر این داستان را برای سرگرم کردن دو فرزند خود ساخته بود. مجموعه کتاب‌های تصویری دربارهٔ گربه‌ای به نام «ماگ» از دیگر آثار تصویرگری و داستان‌سرایی این نویسنده پرطرفدار در بریتانیا است.

## مرگ
جودیت کر، پس از یک دوره کوتاه بیماری در ۲۳ مه ۲۰۱۹ درگذشت.